# Ахалаані
Ахалаані (груз. ახალაანი) — село в Грузії.
За даними перепису населення 2014 року в селі проживає 13 осіб.